# Чотириденна війна
Чотириденна війна — загострення збройного конфлікту в районі Нагірного Карабаху, яке розпочалося 2 квітня і тривало до 5 квітня 2016 року.
Міністерство оборони Азербайджану повідомило, що в ході завданого важкого удару по силах Вірменії супротивна сторона втратила 20 військовослужбовців.
Міністерство оборони Вірменії заявило, що в ніч із 1-го на 2-ге квітня о 2 годині ночі Збройні сили Азербайджану розпочали активні наступальні дії по всій довжині лінії зіткнення із застосуванням танків, артилерії, систем залпового вогню й військово-повітряних сил. Масованим атакам піддалися позиції карабаської армії в напрямку Мартунинського й Мартакерського районів. Повідомляється, що на північному напрямку було збито один бойовий вертоліт Азербайджанських збройних сил, а вірменські збройні сили перейшли в контрнаступ.
Станом на початок 2016 року через інтервенцію Росії в Сирію істотно погіршились відносини між основними союзниками сторін конфлікту — Росією й Туреччиною. Росія є традиційним союзником Вірменії, Туреччина — Азербайджану.

## Зіткнення
- Перші бої почалися в ніч на 2 квітня 2016 року. Повідомлення, поширені сторонами карабаського конфлікту з приводу зіткнень, суперечливі і не дозволяють визначити, чиї дії призвели до загострення ситуації:
  - офіційна позиція Азербайджану — азербайджанські підрозділи, дислоковані в зоні конфлікту, а також прилеглі населені пункти були обстріляні з великокаліберних артилерійських систем, що призвело до жертв серед мирного населення. У зв'язку з цим командування ЗС Азербайджану вирішило вжити відповідних заходів у Тертерському і Фізулінському напрямках[23].
  - офіційна позиція Вірменії — азербайджанська сторона першою відкрила артилерійський вогонь, після чого застосувала танки і вертольоти.

За заявою пресслужби міністерства оборони невизнаної НКР, збройні сили Азербайджану в ніч на 2 квітня зробили наступальні дії по ряду напрямків зони карабаського конфлікту, застосувавши артилерію, бронетехніку і авіацію. Одночасно було завдано артилерійські удари по населених пунктах і місцях постійної дислокації ряду військових частин. Надалі азербайджанська сторона заявила про захоплення кількох стратегічних висот в Карабасі, в тому числі села Сейсулан, висот навколо села Талиш і висоти Лелетепе на Фізулінському напрямку.
За повідомленням сайту hets.am, 2 квітня азербайджанські підрозділи у селі Талишев вбили трьох літніх мирних жителів. 3 квітня село було відбито і в мережу потрапили фотографії трупів із слідами знущань над тілами.
За повідомленням вірменського новинного сайту Times.am, 2 квітня з Вірменії на територію НКР була перекинута ракетно-артилерійська бригада, на озброєнні якої знаходяться тактичні ракетні комплекси «Точка-У» і реактивні системи залпового вогню «Смерч».
Згідно з даними, оприлюдненими агентством «Інтерфакс» і інтернет-виданням «Кавказький вузол», 2 квітня на телебаченні Нагірного Карабаху колишні військовослужбовці армії НКР звернулися із закликом до чоловіків, здатних тримати зброю або мають з досвідом бойових дій, відправитися на передову і підтримати молодих солдатів. У той самий день з Степанакерту на лінію зіткнення військ виїхали кілька автобусів з добровольцями.
До 2 квітня обидві сторони повідомили про численні убитих і поранених.
- 3 квітня Азербайджан оголосив «про одностороннє припинення вогню» на півночі Карабаху зважаючи на заклики міжнародної спільноти зупинити насильство, однак пообіцяв відновити військові дії, в разі якщо вірменська сторона не підтримає перемир'я. Представники вірменської сторони назвали ці заяви «інформаційною пасткою». Армія оборони НКР заявила, що готова обговорити пропозиції про перемир'я «в контексті відновлення колишніх позицій»[35]. У відповідь керівник прес-служби Міністерства оборони Азербайджану Вагіф Даргяхли заявив, що ЗС країни не покинуть території, зайняті в ході військових операцій 2 квітня[36][37].

За повідомленням агентства «Інтерфакс» з місця подій, на більшій частині лінії фронту в Нагірному Карабасі продовжилися інтенсивні бої. Найбільш масованими були зіткнення на північно-східному і південно-східному напрямках. Відбувалися перестрілки із застосуванням важкої артилерії. Згідно з повідомленнями з лінії бойових зіткнень, сили Карабаху повернули під свій контроль велике прикордонне село Талишев (Мартакертський район) та відновили контроль над стратегічно важливими висотами в околицях цього населеного пункту. У Міністерстві оборони Азербайджану цю інформацію спростували, заявивши, що «азербайджанські війська контролюють стратегічну висоту навколо села Талиш, а також всі території, повернуті під свій контроль».
Вранці того ж дня Союз добровольців «Еркрапа» заявив про відправку кількох тисяч добровольців в зону карабаського конфлікту. Згідно із заявою організації, ці дії були узгоджені з військовими структурами Вірменії і НКР.
До 3 квітня міністерство оборони НКР розповсюдило відеокадри зняті з БПЛА в напрямку села Сейсулан на яких, як стверджує міністерство, зображені трупи 21 азербайджанського військовослужбовця. МО НКР заявило що село Сейсулан залишається під контролем вірменської сторони. Натомість вірменські джерела підтвердили втрату однієї висоти.
Згідно з даними агентства «Інтерфакс», що посилається на розповіді очевидців, з більшості населених пунктів, які опинилися в зоні обстрілу, евакуйовано мирне населення, жінки і діти.

## Пропаганда
Із загостренням ситуації на фронті активізувалася і пропаганда. Так, 5 квітня з Азербайджану було видворено пропагандистів каналу Lifenews, оскільки вони «вели провокаційну роботу щодо Азербайджану, неправильно інформували міжнародну громадськість про нагірно-карабаський конфлікт». Зокрема, вони повідомляли про те, що воювати за Азербайджан нібито виїхав цілий загін ІДІЛ.
3 квітня в ефірі каналу France 24 «представник НКР у Франції» Оганес Геворкян заявив про те, що азербайджанці обстріляли мирних вірмен, демонструючи кадри обстріляної машини. Насправді ж це був азербайджанський автомобіль, постраждалий від обстрілу вірмен — в ефірі на ньому замалювали азербайджанський номер.

## Результати
Під контроль Азербайджану перейшла стратегічна висота Лала у Джебраїльському районі. Село Талиш протягом кількох днів перебувало під контролем Азербайджану, однак було відбито НКР. Азербайджан також повідомив про перехід під його контроль знелюднілого села Сейсулан, однак у НКР спростували цю заяву та повідомили про відмову Азербайджану допустити до Сейсулана місію ОБСЄ.

## Міжнародна реакція
- Європейський Союз — Верховний представник Європейського Союзу із закордонних справ і політики безпеки Федеріка Могеріні закликала сторони «негайно припинити бойові дії і дотримуватися режиму припинення вогню»[55].
- Організація об'єднаних націй — Генеральний секретар ООН Пан Гі Мун зажадав від усіх сторін, що беруть участь в конфлікті негайно припинити всі бойові дії і дотримуватися умов угоди про припинення вогню[56].

Мінська група ОБСЄ
- Мінська група — Співголови Мінської групи ОБСЄ висловили «серйозне занепокоєння з приводу повідомлень про широкомасштабне порушення угоди про припинення вогню вздовж лінії зіткнення в зоні нагірно-карабаського конфлікту», і рішуче засудили «застосування сили і висловили жаль з приводу безглуздих втрат життя, в тому числі цивільних осіб». Мінська група ОБСЄ планує провести зустріч 5 квітня у Відні з приводу інцидентів[57][58].
- США — Держдепартамент США засудив порушення режиму припинення вогню і закликав сторони «проявляти стриманість, уникати подальшої ескалації і строго дотримуватися угоди про припинення вогню»[59].
- Росія — Президент Росії Володимир Путін закликав обидві сторони припинити військові дії і проявити стриманість[60].

Інші країни
- Білорусь — міністерство закордонних справ закликало сторони продовжувати домагатися мирного врегулювання конфлікту «відповідно до загальновизнаних принципів і норм міжнародного права, в першу чергу, на основі поваги і гарантування суверенітету, територіальної цілісності і недоторканності кордонів, а також відповідних резолюцій Ради безпеки ООН і рішень ОБСЄ»[61][62].
- Грузія — прем'єр-міністр Георгій Квірікашвілі висловив стурбованість у зв'язку з останніми подіями в регіоні, і висловив надію на те, що зусилля міжнародного співтовариства будуть сприяти деескалації ситуації[63].
- Німеччина — міністр закордонних справ Франк-Вальтер Штайнмаєр закликав обидві сторони негайно припинити бойові дії і у повній мірі дотримуватися угоди про припинення вогню[64].
- Іран — офіційний представник МЗС закликав обидві сторони «утримуватися від будь-яких дій», що можуть «погіршити ситуацію.» Він додав, що Іран рекомендує припинити військові дії, бо вони викликають «серйозні побоювання»[65].
- Казахстан — міністерство закордонних справ висловило стурбованість у зв'язку з ескалацією насильства і закликало сторони дотримуватися угоди про припинення вогню[66].
- Латвія — міністерство закордонних справ закликало обидві сторони негайно припинити бойові дії і відновити припинення вогню, висловлюючи жаль з приводу жертв і передало співчуття сім'ям загиблих[67].
- Норвегія — міністр закордонних справ назвав зіткнення «неприйнятною військовою ескалацією»[68].
- Туреччина — Президент Туреччини Реджеп Таїп Ердоган зателефонував Ільхаму Алієву, аби висловити співчуття у зв'язку із «замордуванням» солдат. Міністерство закордонних справ виступило із заявою про засудження нападу на цивільних осіб та закликало Вірменію дотримуватися угоди про припинення вогню[69].
- Україна — у зв'язку із загостренням безпекової ситуації в районі Нагірного Карабаху, Міністерство закордонних справ України рекомендувало громадянам України до стабілізації ситуації утримуватися від поїздок до Нагірнокарабаського регіону Азербайджанської Республіки та прилеглих до нього територій[70]. Президент України Петро Порошенко висловив підтримку територіальної цілісності Азербайджану в рамках міжнародно визнаних кордонів.[71]